# Paweł Podolszyc
Paweł Podolszyc – urzędnik, prezydent Włocławka w latach 1886–1893.